# Грегор, Нора
Но́ра Гре́гор (нем. Nora Gregor; 3 февраля 1901 — 20 января 1949), полное имя Элеоно́ра Герми́на Гре́гор — кино- и театральная актриса, снималась в немом и звуковом кино. Её наиболее заметная работа — роль Кристины в фильме Жана Ренуара «Правила игры» (1939). Была замужем за князем Эрнстом Рюдигером Штарембергом, вице-канцлером Австрии в 1934—1936 годах.

## Биография
Нора Грегор родилась 3 февраля 1901 года в небольшом городе Гориция на северо-востоке Италии (в то время эта территория входила в состав Австро-Венгрии). Её родителями были Карло Грегор, владелец часового магазина, и немка Мария Брюнольд. В 1919 году семья Грегоров перебралась в Австрию, где Нора выступала на театральных подмостках Вены и Граца. В 1920 году она дебютировала в кино и стала достаточно регулярно сниматься, хотя и не всегда на первых ролях. Её партнерами становились Анита Бербер в фильме «Огоньки в глубине» (1923), Уолтер Слезак в фильме Карла Теодора Дрейера «Михаэль» (1924), Конрад Фейдт в фильме «Скрипач из Флоренции» (1926) и др.
Затем в 1930 году актриса уехала в США и провела там три года, периодически возвращаясь на съёмки в Берлин. В тот период она снялась в главных ролях в фильмах «Олимпия» (1930, дебют Грегор в звуковом кино) и «Процесс Мэри Дуган» (1931), которые являлись адаптированными для германского зрителя вариантами голливудских картин — соответственно мелодрамы с Джоном Гилбертом и Кэтрин Дейл Оуэн «Его великолепная ночь» и одноимённого фильма, где главную роль исполняла Норма Ширер. В 1932 году актриса появилась в паре с Робертом Монтгомери в американской комедии «Но плоть слаба», однако её карьера в Голливуде не получила развития, и она вернулась в Европу. Кроме того, известно, что в 1931 году она приняла участие в дуэте с Дугласом Фэрбенксом-младшим в успешном американском спектакле The Man in Possession.
В 1933 году у Норы начался роман с австрийским аристократом, политическим деятелем и лидером хеймвера Эрнстом Рюдигером Штарембергом. Оба они состояли в браке (мужем актрисы был пианист и композитор Митя Никиш) и поэтому не могли оформить свои отношения официально. В октябре 1934 года Нора родила от Штаремберга сына. В 1936 году Никиш покончил с собой, затем Штаремберг добился развода, и 2 декабря 1937 года любовники поженились. Церемония бракосочетания состоялась в узком кругу в церкви Св. Иосифа на горе Каленберг.
Их семейное благополучие длилось недолго. В 1938 году после аншлюса Штаремберг лишился своего влияния и был вынужден эмигрировать из Австрии. Вероятно Нора уехала во Францию вслед за супругом, но в 1939 году она обратилась к Гитлеру с прошением об аннулировании её брака. Была ли её просьба удовлетворена — неизвестно.
В том же году Грегор снялась у Жана Ренуара в драме «Правила игры», и роль аристократки Кристины де ла Шене считается самым большим достижением её кинокарьеры. Судьба этого фильма сложилась непросто — он был освистан зрителями и вскоре после начала проката запрещён французским правительством. Негатив фильма был уничтожен во время бомбардировки в ходе Второй мировой войны, и только в 1956 году картина была практически полностью восстановлена энтузиастами по уцелевшим рабочим материалам.
Далее Нора эмигрировала в Латинскую Америку, где в 1945 году вышла её последняя картина «Надкушенный плод». 20 января 1949 года Нора Грегор покончила жизнь самоубийством в чилийском городе Винья-дель-Мар.